# Der Karneval in Rom
Der Karneval in Rom (en français, Le Carnaval à Rome) est une opérette en trois actes de Johann Strauss II sur un livret de Richard Genée et Joseph Braun. Elle est donnée pour la première fois le 1er mars 1873 au Theater an der Wien.

## Synopsis
Premier acte
Une ferme de montagne dans le Tyrol
La jeune Marie est mélancolique quand elle regarde la peinture que lui a laissée l'artiste Arthur Bryk en cadeau d'adieu. Elle était amoureuse de lui, lorsqu'il s'est arrêté à la ferme. Un jour, deux peintres arrivent dans le village. Robert Hesse et Benvenuto Rafaeli sont deux amis d'Arthur. Ils disent à Marie qu'il travaille à Rome. Aussitôt elle décide de la rejoindre. Elle vend le tableau à Benvenuto Rafaeli pour financer le voyage.
M. et Mme comte Falconi font étape dans le village. Ils sont heureux de rencontrer Hesse et Rafaeli. La comtesse n'est pas une femme farouche et aime rendre son mari jaloux, aussi elle n'hésite pas à séduire les deux peintres. Le comte est pris de rage et demande en duel l'un des deux peintres. Sa femme parvient à le ramener à la raison.
Deuxième acte
Rome
Marie arrive à Rome en plein carnaval. Elle se mêle - déguisée en jeune homme avec un costume traditionnel de la Savoie - parmi les fêtards à la recherche de son amoureux. Elle le retrouve bientôt. Arthur Bryk est avec ses deux amis peintres et le couple Falconi. Ils la reçoivent mais, comme elle l'espérait, personne ne la reconnaît. La coquette comtesse veut recommencer son jeu avec ce jeune homme. Mais la réponse du comte est radicale : il met sa femme dans un couvent en espérant qu'elle s'arrêtera.
Marie fait croire à Arthur qu'elle veut devenir peintre. Il accepte d'en faire son élève.
Pendant le carnval, Arthur et la comtesse se rapprochent. Il souhaite la voir à l'intérieur du couvent, mais son plan échoue. Marie découvre tout et devient jalouse. La comtesse n'en peut plus du couvent. Elle veut revoir Arthur dans son atelier.
Troisième acte
Marie - toujours habillé comme un jeune Savoyard - est seul dans l'atelier d'Arthur, lorsque quelqu'un s'annonce. C'est la comtesse qui souhaite parler au maître. Marie veut lui jouer un tour et se colle à elle. Tout à coup Arthur et le comte arrivent. Le peintre réalise qui est vraiment la comtesse et perd toute illusion. Le comte s'énerve et provoque le jeune homme en duel. Dès qu'elle en trouve l'occasion, Marie fuit de l'atelier. Arthur découvre un dessin que Marie a laissé. Il montre le jeune homme avec un costume de fermière du Tyrol. Arthur n'en croit pas ses yeux. Ils se retrouvent et se mettent en couple. Le comte Falorni réalise que sa jalousie est maladive et pardonne son épouse.

## Histoire
La première chanteuse à tenir le rôle de Marie est Marie Geistinger.

## Source
- (de) Cet article est partiellement ou en totalité issu de l’article de Wikipédia en allemand intitulé « Karneval in Rom » (voir la liste des auteurs).